# Гриневич, Гарри Анатольевич
Гарри Анатольевич Гриневич (1936—2003) — советский артист эстрады, конферансье, Заслуженный артист РФ (1998).

## Биография
Родился 21 апреля 1936 года в Виннице.
В 1956 году окончил театрально-драматический факультет Рижской консерватории, после чего до 1959 года работал в армейском ансамбле песни и пляски Прибалтийского военного округа в качестве ведущего.
В 1959—1961 годах Гриневич — конферансье Рижского эстрадного оркестра. С 1961 года работал в Москве, также в качестве конферансье в оркестре под управлением Эдди Рознера.
В 1966—1967 годах — конферансье вокально-инструментального оркестра «ВИО-66» под управлением Юрия Саульского.
С 1967 года — конферансье Москонцерта. С 1983 года работал в дуэте с Вадимом Тонковым.
Снимался в кино («Мудромер», 1988), озвучивал в мультфильме «Приключения Мюнхаузена. Павлин», 1974) 2 роли: водитель ковра-самолёта и торговец. Там же он исполнил вступительную песню.
Умер 9 ноября 2003 года в Москве. Похоронен в Москве на Троекуровском кладбище (участок № 13а).